# Coings
 Coings  es una población y comuna francesa, en la región de  Centro, departamento de Indre, en el distrito de Châteauroux y cantón de Levroux.

## Demografía
| 489 | 446 | 479 | 762 | 821 | 815 |
| Para los censos de 1962 a 1999 la población legal corresponde a la población sin duplicidades (Fuente: INSEE [Consultar]) |     |     |     |     |     |